# 盛岡南公園球技場
盛岡南公園球技場（もりおかみなみこうえんきゅうぎじょう）は、岩手県盛岡市の盛岡南公園内にあるサッカーやラグビーなどの球技専用スタジアム。施設は盛岡市が所有し、公益財団法人盛岡市スポーツ協会が指定管理者として運営管理を行っている。
2016年に岩手銀行が命名権を取得し、同年4月1日から「いわぎんスタジアム」（略称「いわスタ」）の呼称を用いている（後述）。

## 概要
平成11年度全国高等学校総合体育大会（1999年開催）の誘致を期に1998年に完成した球技場である。全国高等学校総合体育大会ではサッカー競技のメイン会場として使用された。
2006年9月に当時のグルージャ盛岡（現・いわてグルージャ盛岡）を運営していた特定非営利活動法人「Jリーグチームを盛岡に作る会」は、日本プロサッカーリーグ（Jリーグ）加盟の条件となるホームスタジアムを確保するため、A（東側）グラウンドを5,000人規模に改修する構想があると発表した。2014年のJ3リーグ加入時はAグラウンドをそのままホームスタジアムとして使用しており、入場可能人員を「2,466人」として特認を受けている。
照明設備は備えられていなかったが、クラブライセンス制度に基づくスタジアム基準が2016年に改正され、J3クラブも含めて2022年6月までにJリーグ公式戦が開催可能な照明設備を備えることが求められたことを踏まえ、照明設備の整備やスタンドの改修などを求めて市民が署名活動を行い、2019年6月に岩手県・盛岡市に対してグルージャからの要望書とともに提出された。これを受け、盛岡市が2020年に照明設備の設計・施工一体型プロポーザルを行い、岩舘電気・NECネッツエスアイの共同企業体が受注、翌年3月にかけてJリーグの開催要件を満たした照明設備の設置工事を行った。なお、この照明設備設置事業費の一部について、グルージャの主要株主であるNOVAホールディングス及び関連会社からの企業版ふるさと納税を活用している。

### 改修計画
なお、グルージャは2020年9月に特例規定（ライセンス取得後3年以内に既存施設の改修を完了させるか、昇格後5年以内にホームスタジアムを「Jリーグが掲げる理想のスタジアム」の要件を満たすスタジアムとすること）を適用したJ2ライセンスの申請が承認されたが、グルージャが2022年シーズンにJ2昇格を果たしたことで2024年までの建設計画策定・2029年度までのスタジアム整備が求められることになった。しかし、盛岡市の関係者は「いわぎんスタジアムを改修するにしても、結果的に費用は新たに作った場合と変わらないのでは」と述べており、クラブ側は交通アクセスに優れた別の場所でのスタジアム新設を念頭に県や市の支援を求める姿勢を示した。
その一方、クラブの方針としては、2023年時点では当球技場の改修・改築を想定し、代表取締役（当時）の秋田豊が県民に対してその必要性を訴えている。秋田は「観客席は、個別に分かれていないベンチシートと芝生席です。個席になっていないので、年間指定席はテープを貼って区切っています。メインスタンドの屋根のある部分は、中継用のブースに使っています。ですから、一般の方は屋根のない席で観ていただくしかないんです。記者席も机が常設のものはありません。スタジアムの新設や改修には色々な理由があると思いますが、我々の場合は老朽化以前の問題です。Jリーグ60チームで最下位のスタジアムだと思っています」と指摘している。
クラブは2024年も当球技場の改修を前提に検討を進めたが、約40億円とされる改修費の見通しが立たずに進展はなかった。2024年シーズンにクラブがJ3から陥落して日本フットボールリーグ (JFL) に参入したことで、Jリーグに計画を提出する必要がなくなったが、Jリーグからは再加入の条件として屋根の増設など改修費用を増大させる追加条件を示され、新スタジアム建設も視野に入れて計画を見直すこととなった。その後、クラブはJリーグ復帰を最優先するとし、スタジアム問題を先送りして協議委員会も廃止した。

## 施設概要
- グラウンド：天然芝2面
- 観客席：Aグラウンド（東側）、Bグラウンド（西側）共に4,946人（メインスタンド1,446席、バックスタンド（立ち見席）2,500人、サイドスタンド1,000人）[2]
- 照明設備：Aグラウンド側にLED照明4基設置（1,500ルクス、2021年6月6日、J3リーグ第10節 藤枝MYFC戦で稼働開始）
- 移動電光得点板[2]

## 施設命名権
2016年3月10日、岩手銀行と盛岡市は命名権契約を締結した。契約期間は3年（2016年4月1日から2019年3月31日まで）、契約金額は年間200万円（税抜）で「いわぎんスタジアム」（略称「いわスタ」）の呼称を用いる。

## 開催された主なイベント・大会

### サッカー
- 天皇杯 JFA 全日本サッカー選手権大会
- いわてグルージャ盛岡のホームゲーム
- 日本女子サッカーリーグ公式戦
- 東北社会人サッカーリーグ公式戦（FCガンジュ岩手、盛岡ゼブラなど）
- 岩手県サッカー選手権大会（天皇杯岩手県予選）
- 全国高等学校サッカー選手権大会岩手県予選

### ラグビー
- ジャパンラグビートップリーグ公式戦
- 釜石シーウェイブスの公式戦

### その他
- 平成11年度全国高等学校総合体育大会（1999年）

## アクセス

### 鉄道
- JR東北本線・岩手飯岡駅より徒歩15分[1][17]

### バス
- JR、IGRいわて銀河鉄道・盛岡駅14番乗り場より岩手県交通バス利用。
  - 「507　川久保線　矢巾営業所行」に乗車し、「中永井停留所」下車徒歩10分[18]

### 自動車
- 東北自動車道・盛岡南インターチェンジより10分[1][17]
- JR盛岡駅より20分[19]

### その他
- グルージャ盛岡はホームゲーム開催時に盛岡駅西口から有料シャトルバスを運行している。

## ギャラリー

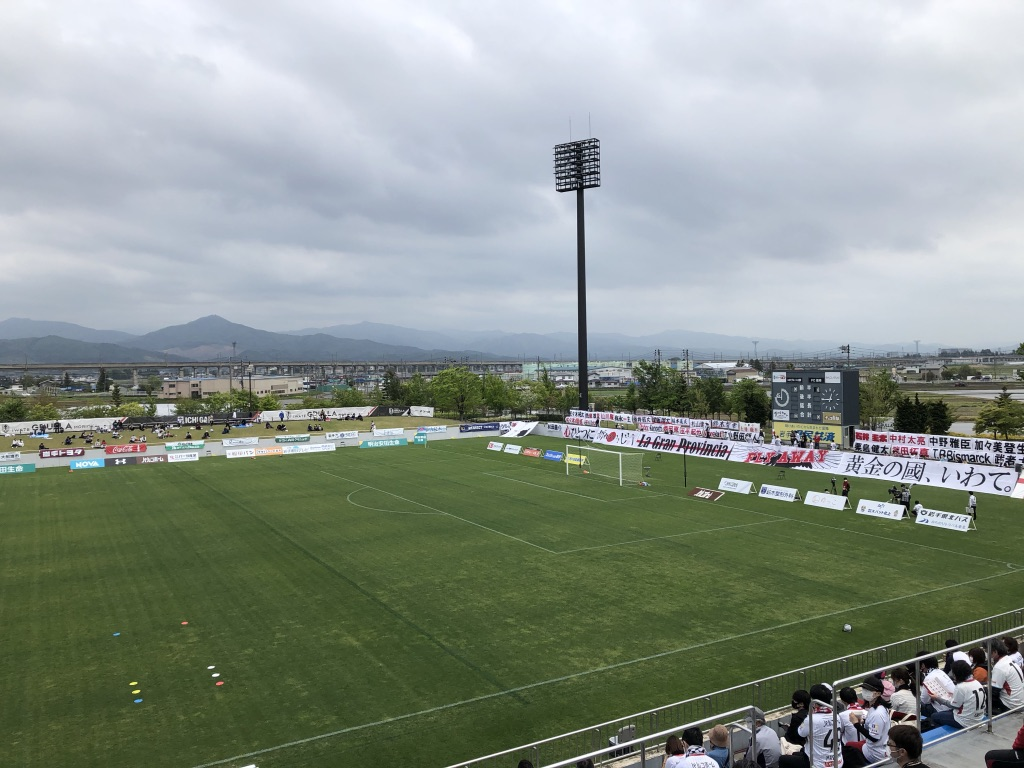
メインスタンドからの眺め
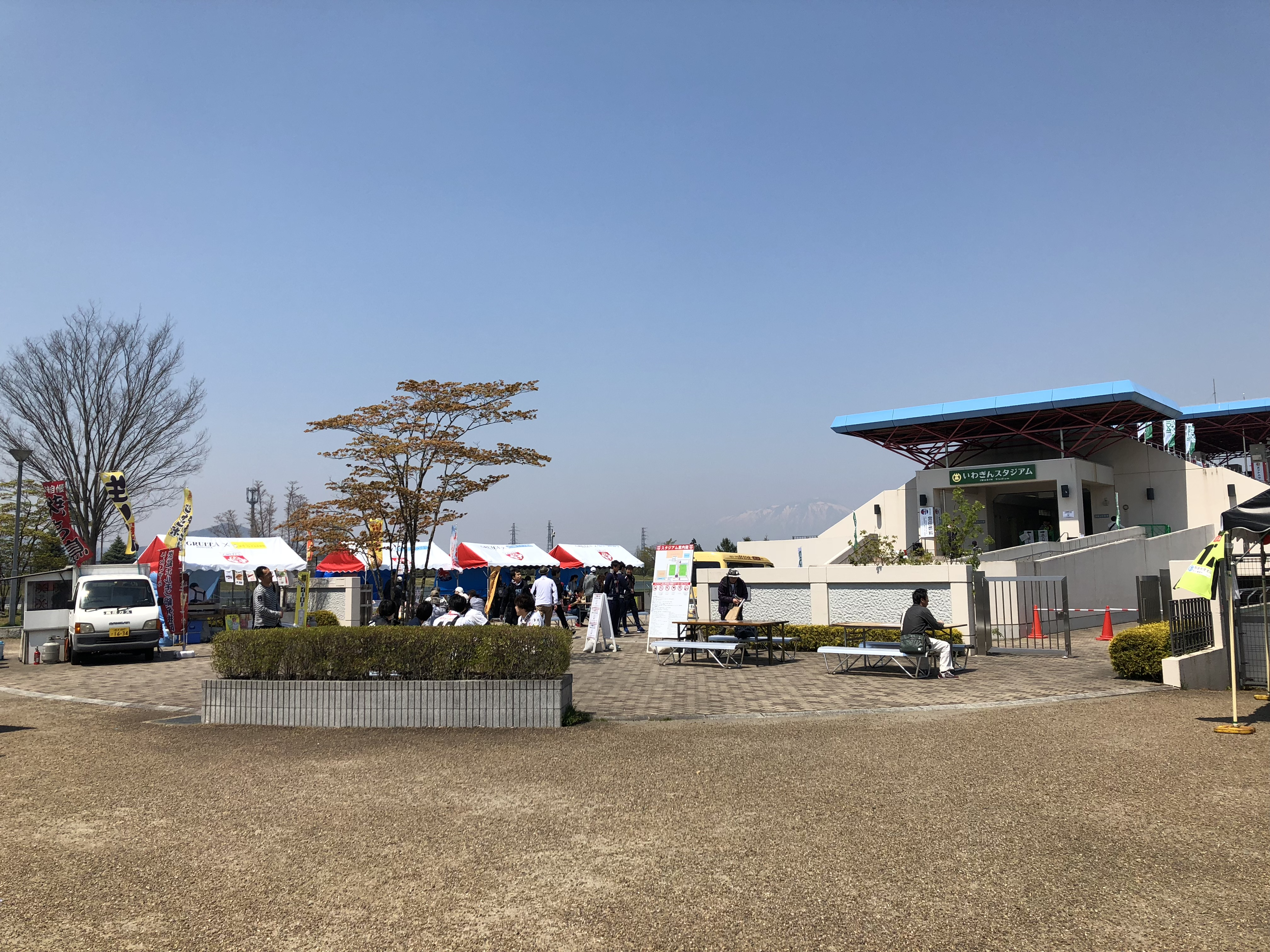
スタジアム南口
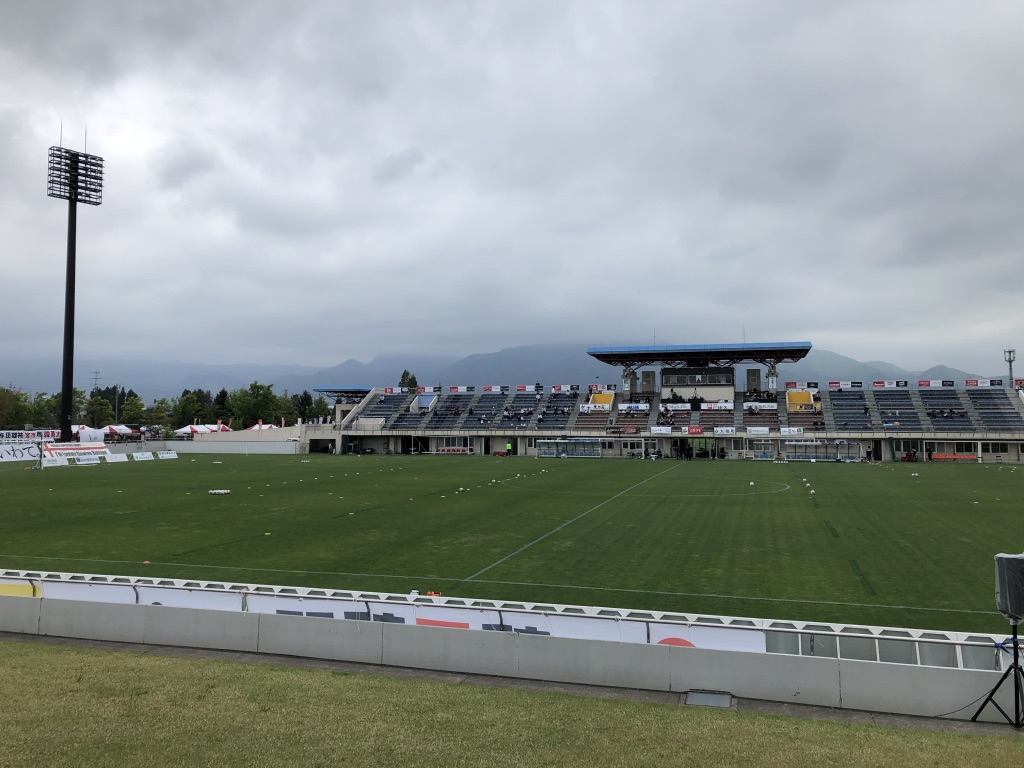
バックスタンドからの眺め
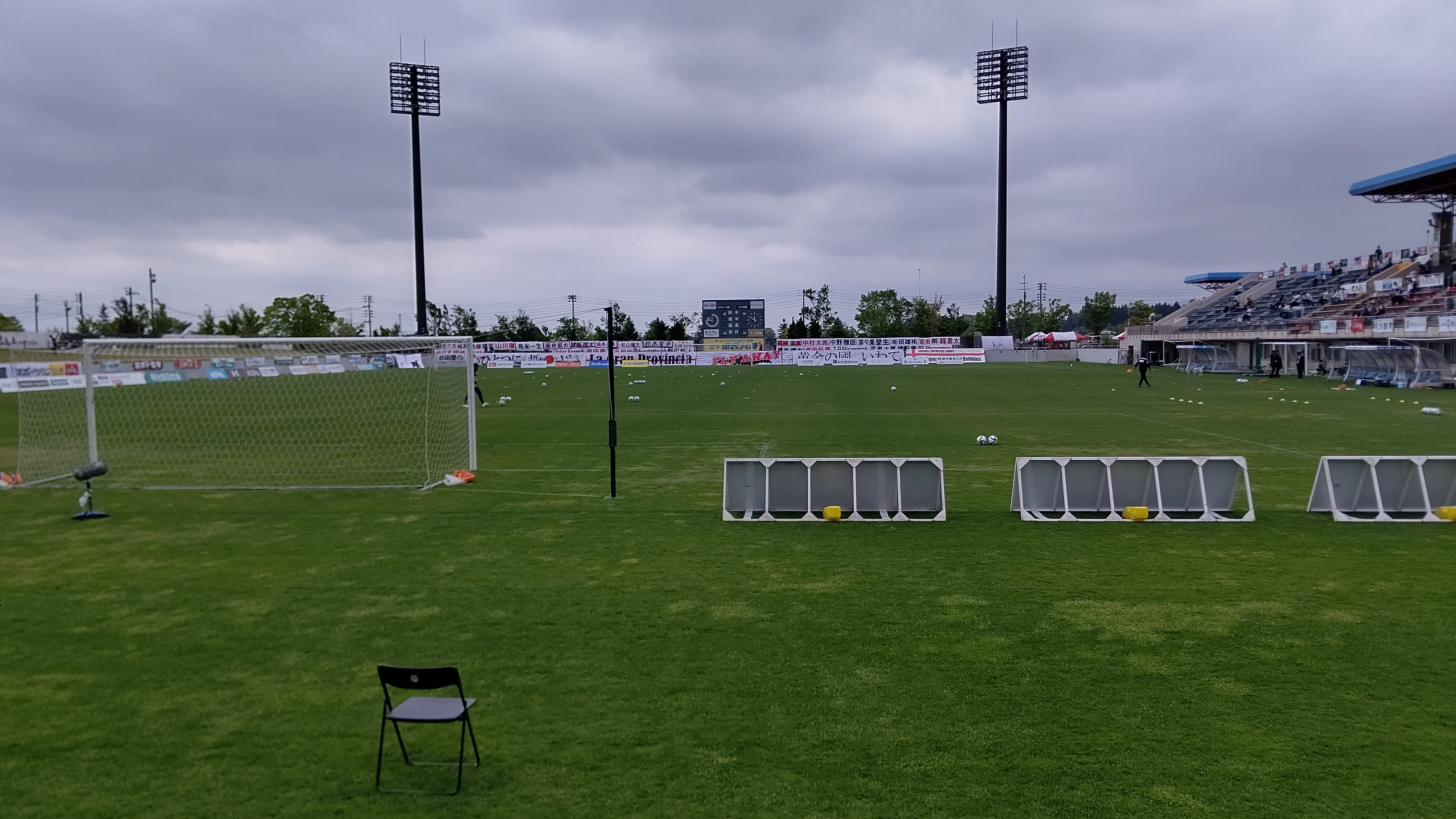
球技場北側から。Jリーグ基準に則るために照明塔が新しく設置された。